# Robin Hanson
Robin Dale Hanson (28 agosto 1959) è un economista statunitense. 
È un ricercatore dell'università di Oxford. Ha compiuto studi in molteplici campi, tra cui quelli dell'origine della vita, la sopravvivenza dell'umanità, l'intelligenza artificiale e la colonizzazione spaziale. Tra le sue opere, è famosa quella sul grande filtro, che definisce come un'ipotetica barriera che inibisce lo sviluppo di civiltà extraterrestri durevoli nel tempo.